# Siempre tuya
Siempre tuya és una pel·lícula mexicana del 1952 dirigida per Emilio Fernández Romo i protagonitzada pel cantant Jorge Negrete. Està filmat en blanc i negre, en castellà, i compta amb Negrete cantant alguns estàndards de música populars de ranchera.

## Argument
La pel·lícula segueix els judicis del masover Ramón García (Negrete) i la seva dona Soledad (Gloria Marín) quan la sequera els obliga a abandonar les seves terres a l'estat mexicà de Zacatecas. Es dirigeixen a Ciutat de Mèxic, on troben la vida a la ciutat difícil. Ramón no troba feina estable. Construeixen una casa en un assentament il·legal, però després la seva casa és arrasada per un promotor. La Soledad troba feina com a minyona resident, i el seu marit la pot veure només uns moments cada vespre.
Ramón, indigent i desanimat, entra en un teatre durant una emissió de ràdio en directe d'un programa de talent amb participació del públic. Ramón s'ofereix a l'espectacle, i tot i que l'amfitrió es burla d'ell com un mort de gana, sorprèn el públic amb una versió emocionant del clàssic Mexico Lindo. La reacció del públic fa que el responsable de l'estació contracti García com a intèrpret destacat, com un canvi de ritme respecte dels gèneres musicals més de moda. García guanya un ampli seguiment de la ràdio cantant cançons tradicionals lloant les virtuts de Mèxic. Ara ben pagat i famós, García lloga un apartament de luxe, però la seva dona Soledad tem que no pertanyin al seu nou i ric entorn.
Les pors de la Soledad resulten ser premonitorias, ja que el seu marit aviat cau a les urpes de la Mirta (Joan Page), una rossa amb un fort accent americà. Al final, però, en Ramón s'adona que pertany a la seva lleial dona.

## Repartiment
- Jorge Negrete
- Gloria Marín
- Tito Junco
- Arturo Soto Rangel
- Juan M. Núñez
- Abel López
- Emilio Lara
- Ismael Pérez
- Ángel Infante
- Lupe del Castillo
- Fernando Galiana
- Joaquín Grajales
- Raúl Guerrero
- Juan Muñoz
- Joan Page

## Visió crítica
Siempre tuya presenta l'experiència dels mexicans que fugen de la pobresa rural i la difícil adaptació a la vida de la ciutat. En un nivell, és una tarifa estàndard, amb personatges de sèrie i una trama dissenyada per mostrar el cant de Negrete. És en molts aspectes típic de les pel·lícules populars de l'Edat d'Or del cinema mexicà. La perseverança i la lleialtat de Ramón i Soledad es veuen recompensades amb un final feliç.
La trama també té un subtext recurrent d'orgull i patriotisme mexicà davant els Estats Units. A l'inici de la pel·lícula, García decideix no anar-se'n als Estats Units a buscar feina, dient que pertany al seu país natal. Un dels seus treballs de curta durada s'acaba durant una sessió de cops quan colpeja el seu cap estatunidenc pel maltractament racista que l'americà ha fet a un empleat negre. Enllaça un fil patriòtic amb l'audiència de la ràdio cantant cançons tradicionals que exalten Mèxic. Al final, com a afirmació final de la seva identitat mexicana, rebutja la seducció de la bella i sense cor americana Mirta, per unir-se a la seva dona.